# Лунвож (притока Мартюра)
Лунво́ж (рос. Лунвож) — річка в Республіці Комі, Росія, ліва притока річки Лунвож (Мартюр), лівої притоки річки Ілич, правої притоки річки Печора. Протікає територією Троїцько-Печорського району.
Річка протікає на північний захід та північний схід.
Притоки:
- права — без назви (довжина 10 км[1])